# Legiunea Sham
Legiunea Sham (în arabă فيلق الشام, translit. Faylaq al-Sham), este o alianță de grupări islamiste sunite rebele formată cu scopul de a consolida puterea islamiștilor sirieni nealiniați al-Qaeda în timpul Războiului Civil Sirian. Alianța a fost inițial alcătuită din 19 grupuri diferite, unele din ele afiliate anterior Frăției Musulmane din Siria și Scuturilor Consiliului Revoluției.

## Istoric
Pe 26 aprilie 2015, împreună cu alte grupări rebele din Alep, Legiunea Sham a stabilit consiliul comun de comandă Fatah Halab.
Între 2014 și 2016, Legiunea Sham a fost unul din grupurile sprijinite de Statele Unite și a primit din partea acestora rachete antitanc BGM-71 TOW.
Gruparea a luat parte la intervenția militară turcă în Siria, care a început pe 24 august 2016 și a avut drept scop alungarea Forțelor Democratice Siriene și a militanților Statului Islamic din nordul Guvernoratului Alep. Ca urmare a campaniei, Legiunea Sham a devenit implicată în conflictul dintre diferitele facțiuni ale Armatei Siriene Libere pro-turce. Pe 30 mai 2017, după intensificarea conflictului inter-rebel din nordul Alepului, Legiunea Sham a expulzat din rândurile sale Brigada Nordului și pe comandantul său, căpitanul Mustafa Rami al-Kuja. Legiunea Sham, împreună cu alte șase grupări rebele ale Armatei Siriene Libere pro-turce, a format Blocul Victoriei, în iunie 2017, în timp ce Brigada Nordului Liber, anterior parte a Brigăzii al-Tawhid, s-a alăturat Legiunii Sham pe 16 iunie 2017.
Legiunea a luat de asemenea parte la intervenția militară a Turciei în Afrin din 2018, comandantul său suprem, maiorul Yasser Abdul Rahim, fiind un „membru cheie” al comandamentului Operațiunii „Ramura de măslin”. Yasser a declarat că ofensiva împotriva Forțelor Democratice Siriene din Regiunea Afrin are drept scop „eliberarea teritoriului de toate felurile de terorism și protejarea civililor, arabi și kurzi”, iar Armata Siriană Liberă pro-turcă va încerca să evite pierderile în rândul civililor.

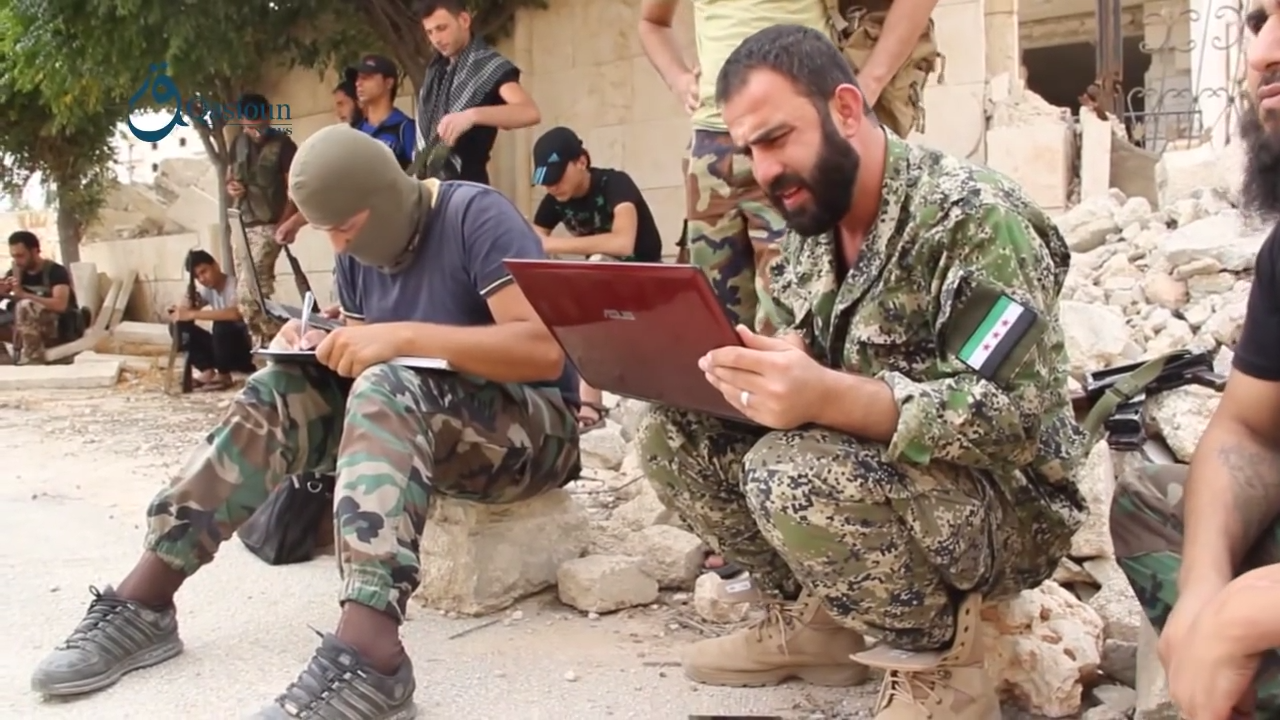
Maiorul Yasser Abdul Rahim, comandant militar al Legiunii Sham și comandant al Fatah Halab în timpul Bătăliei de la Alep, coordonând un atac împotriva pozițiilor YPG din Alep, pe 2 octombrie 2015.
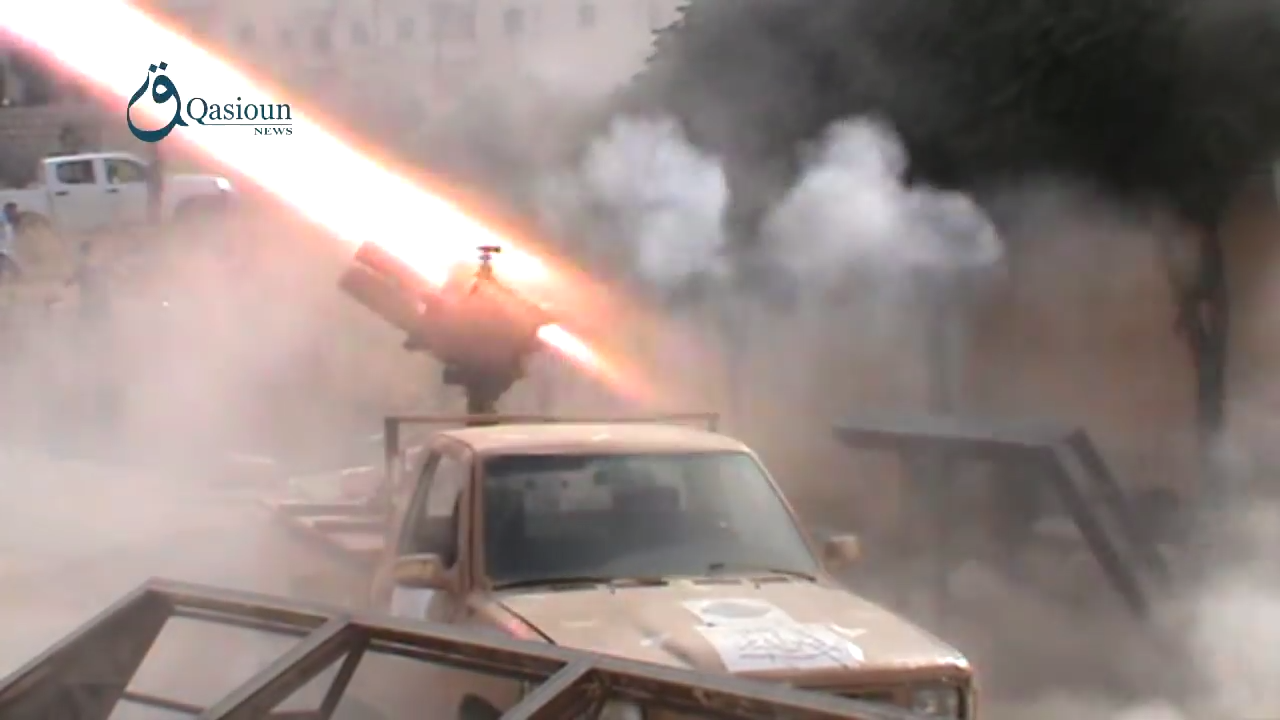
Lansator multiplu al Legiunii Sham, montat pe un vehicul cu blindaj ușor, lansează rachete împotriva pozițiilor YPG din Alep, pe 2 octombrie 2015.